# 詹姆斯·基洛哈
詹姆斯·基莫·基洛哈（英語：James Kimo Kealoha，1908年4月29日—1983年8月24日）为美国政治人物，曾担任夏威夷州第一任副州长。之后他于1962年参加州长选举，试图与现任州长威廉·F·奎因争位，但以失败告终。